# Varningsskott

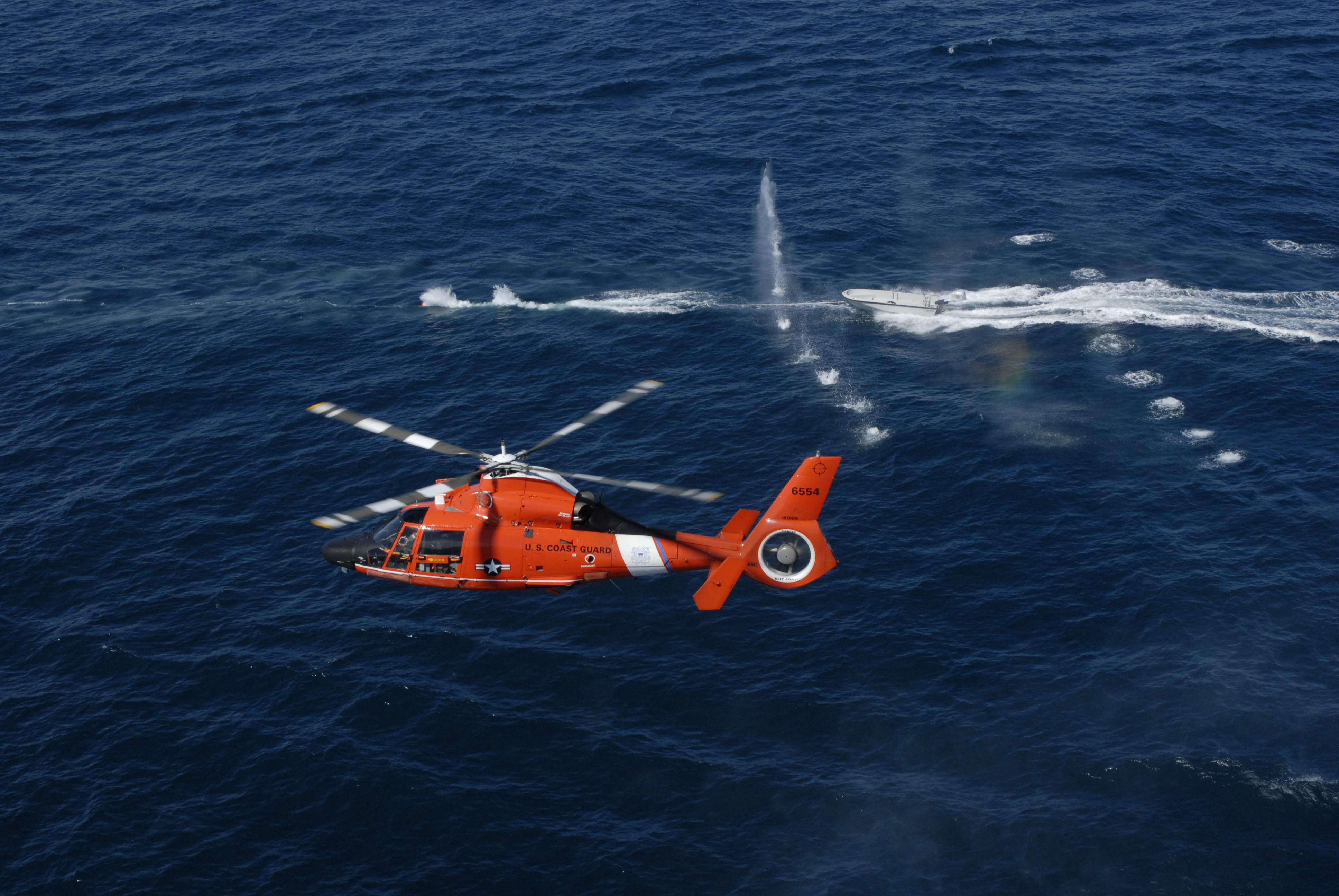
En helikopter från USA:s kustbevakning avfyrar varningsskott mot en båt som inte lyder order under träning.

I militära och polisiära sammanhang är ett varningsskott ett avsiktligt ofarligt skott eller artilleriskott med avsikt att verkställa direkt efterlevnad och order mot en fientlig gärningsman eller fiendestyrkor. Det är erkänt som signal för konfrontationer på land, till sjöss och i luften.
Som en analogi kan "varningsskott" sägas om varje handling, särskilt en maktdemonstration, avsedd eller uppfattad som en sista varning före fientliga åtgärder.

## Användning

### Fartyg
Under 1700-talet kunde ett varningsskott (i nautiska termer ofta kallat skott över fören) avlossas mot vilket fartyg som helst vars "färger" (nationalitet) måste utredas. Enligt sjörätten måste ett sålunda anropat fartyg föra sin flagga och bekräfta det med ett skott. Varningsskott kan fortfarande användas i modern tid för att signalera till ett fartyg att stanna eller hålla av och kan avlossas från andra fartyg, båtar eller flygplan.

### Flyg
Varningsskott används också inom militärflyget, för att kräva någon handling av ett icke-reagerande och förmodat fientligt flygplan. Det vanligaste kravet är att flygplanet ändrar kurs. Motiveringen för att avfyra skott med spårljusammunition är att man omedelbart skulle få uppmärksamhet från en besättning vars radio inte fungerar, eller som kanske inte har lagt märke till radiosändningar. Syftet med varningsskott är att demonstrera förmågan att skjuta och hota besättningen på flygplanet som inte svarar att de kommer att skjutas ner om de inte lyder.

## Armé
Varningsskott kan också användas av markstyrkor, för att skingra folkmassor eller för att varna vid upplevda hot för att få folk att dra sig tillbaka. Vissa militärer kräver varningsskott i försök att trappa ned situationer. Till exempel, enligt IDF:s Rules of Engagement, måste soldater under hot om dödligt våld skjuta två varningsskott i luften innan de avlossar sina vapen för att skada men inte döda.

### Rättsväsende
Poliser kan använda varningsskott från sitt sidovapen under särskilda omständigheter för att mildra farliga situationer. Ett sådant skott används vanligtvis bara sent i användningen av våld och analogt med användningen av direkt dödligt våld, eftersom varningsskott medför vissa risker. Ett viktigt övervägande för poliser att göra innan ett varningsskott avlossas är att ett skott som avfyras horisontellt eller mot marken kan rikoschettera från hårda ytor på oförutsägbara sätt, medan ett skott i luften kan fara långt bort och träffa på en oförutsägbar plats; båda kan orsaka fara för egendom och åskådare. Utöver dessa risker kan ett varningsskott ha en eskalerande effekt snarare än en deeskalerande: om målet inte uppfattar skottet som en varning utan ett avsiktligt men misslyckat försök att döda, kan svara med motvåld. Andra poliser i området kan också uppfatta varningsskottet som ett avsiktligt skott och agera som svar på det. Att verbalt kommunicera polisens avsikt till målet och andra poliser minskar risken för eskalering.
Huruvida varningsskott bör användas av brottsbekämpande myndigheter är en diskussionsfråga. Förespråkarna hävdar att varningsskotten kan förhindra dödsfall och skadade i polisskjutningar genom att tillåta ett sista mellansteg och en sista chans till nedtrappning innan dödligt våld tillämpas vid användning av våldskontinuum. Forskning har visat att situationer där varningsskott användes hade en i hög grad deeskalerande effekt. Terry Cunningham från International Association of Chiefs of Police har sagt att varningsskott ger poliser mer rörelseutrymme när det finns ett hot, och han sade "Vi går liksom in i den här nya miljön med våld där alla försöker lära sig att deeskalera bättre". Motståndare till varningsskott pekar på de inneboende riskerna, samt hävdar att möjligheten att skjuta varningsskott komplicerar beslutsprocessen för poliser om huruvida de ska använda dödligt våld. De situationer som kräver varningsskott motiverar att dödligt våld sätts in omedelbart.
Olika myndigheter, såsom Las Vegas Metropolitan Police Department och Paraguays nationella polis, förbjuder specifikt användningen av dödliga skjutvapen för att avfyra varningsskott. Andra myndigheter som Niedersachsens statspolis, nederländska nationella polisen och poliskårerna i England och Wales tillåter användning av varningsskott på ett försiktigt sätt som inte sätter personer i fara.